# فودباندا
فودباندا (بالإنجليزية:  Foodpanda)‏ هي علامة تجارية لمنصة توصيل الطعام والبقالة عبر الإنترنت تملكها شركة دليفري هيرو التي يقع مقرها الرئيسي في برلين، ألمانيا وتعمل مع 20 علامة تجارية في حوالي 50 دولة عبر أربع قارات. اشترت شركة ديليفري هيرو في كانون الأول/ديسمبر 2016 العلامة التجارية فودباندا المستخدمة حاليًا في آسيا وبلغاريا ورومانيا.